# Господар
Господар (на сръбски: gospódar, на украински: господа́р, на беларуски: гаспадар, на руски: господа́рь) или също господин е титла на владетели във Втората българска държава, Великото литовско княжество, Владимирско-Суздалското княжество, Молдовското княжество, Влашкото княжество, Княжество Зета, Княжество Черна гора и Велбъждско деспотство.
Произлиза от думата „господ“ (бог); и има метафорично значение, че бог е господ(ар) на небето, а на земята е друг господ(ар). По същия начин е думата „лорд“ – която на анлийски език означава и „господ бог“ и владетелска титла на благородник. Също така е и на латински език, където думата „dominus“ също означава „господ бог“ и владетел/господар.
Титлата е използвана за кратко в края на Второто българско царство. Между 1394 и 1395 г. Иван Шишман Български се нарича не цар (както е традиционно), а „господин Търновски“, а в чуждестранните източници е стилизиран като херцог или просто е наричан „невернишки бей“. Това вероятно е било в знак на васалитет спрямо Баязид I или в знак на отстъпване на императорската титла на Иван Срацимир.
С този титул е обозначаван и Константин Драгаш – владетел на Велбъждкото деспотство.
Русинското население на Великото литовско княжество използва термина за стилизиране на своя княз; в този смисъл той се използва и в официални документи (напр. Литовския статут).
Титлата се появява едновременно в рутенския и сръбския дипломатически език през XIV в. като калка от латинското Dominus (в превод: господар, хазяин, стопанин, владика, владетел). В Московското царство в началото на XVII в. думата е заменена от вероятно производната дума „государ“.